# خالص ارزش فروش
خالص ارزش فروش، (به انگلیسی: Net realizable value) در مباحث حسابداری، عبارت است از بهای فروش، بعد از کسر تخفیفات تجاری، ولی قبل از تخفیفات مربوط به تسویه حساب، پس از کسر مخارج برآوردی تکمیل و مخارج برآوردی بازاریابی، فروش و توزیع.
خالص ارزش فروش بخشی از اصول حسابداری پذیرفته همگانی و استانداردهای گزارشگری مالی بین‌المللی محسوب می‌شود.